# Leuctra dispinata
Leuctra dispinata is een steenvlieg uit de familie naaldsteenvliegen (Leuctridae). De wetenschappelijke naam van de soort is voor het eerst geldig gepubliceerd in 1950 door Balinsky.